# 요동백 김응하 장군 묘비
요동백 김응하 장군 묘비(遼東伯 金應河 將軍 廟碑)는 대한민국 강원특별자치도 철원군 철원읍에 있는 조선시대의 무신인 김응하(1580∼1619) 장군의 묘비이다. 1985년 9월 13일 강원특별자치도의 유형문화재 제105호로 지정되었다.

## 개요
조선시대의 무신인 김응하(1580∼1619) 장군의 묘비로, 향교골에 자리하고 있다.
김응하는 선조 38년(1605) 무과에 급제하여 벼슬길에 올랐다. 광해군 10년(1618) 여진족의 건주위(建州衛)가 반란을 일으킬 때 명나라에서 조선에 군사를 요청하여 그가 명나라에 원군으로 가 장렬히 싸우다 전사하였다. 이에 대한 공으로 명나라에서는 요동백(遼東伯)이라는 벼슬을 내리고 그 처자에게 백금을 보내 주었으며, 조선의 조정은 영의정으로 벼슬을 높여 주었다.
비는 거북모양의 받침돌 위에 비몸을 세우고 지붕돌을 올렸다. 숙종 9년(1683)에 세운 것으로, 비문은 우암 송시열이 짓고, 박태유가 글씨를 썼으며, 비의 이름은 김수항이 썼다.

## 참고 자료
- 요동백김응하장군묘비 - 국가유산청 국가유산포털